# 荣山镇 (广元市)
荣山镇，是中华人民共和国四川省广元市利州区下辖的一个乡镇级行政单位。

## 行政区划
荣山镇下辖以下地区：
雷坝社区、荣山村、权坝村、廖家村、中口村、高坑村、岩窝村、田湾村、大地村、二重岩村、和平村、板桥村、峰岩村、平基村、太山村、槐树村、明月村、大山村、红旗村、高旗村、宋坪村、鱼龙村和花园村。